# メディアプロジェクト21
株式会社メディアプロジェクト21（英文社名；Media Project 21 Co., Ltd.）は、大阪府大阪市北区にかつて存在した日本の芸能プロダクション。東京支社は、東京都渋谷区広尾1-2-1 HIKARI BLD4Fに所在していた。

## 沿革
- 1998年3月 - 大阪府大阪市北区東天満 1−11−13 広垣ビル9Fに設立。
- 2000年6月17日 - 同ビル7Fに移転。
- 2001年7月30日 - 同ビル2Fに移転。東京オフィスを東京都渋谷区円山町3-2 後藤ビル3Fに設立。
- 2002年1月1日 - 東京オフィスを東京都渋谷区松濤1-29-25 松濤CSコート4Fに移転。
- 2002年5月23日 - PC用スケジュール管理ソフト「PIM-face」の開発・配布を手がける株式会社アイフェイスが、PIMソフト「吉岡美穂PCアクセサリー DIGITAL SCHDULER+」の販売を予定していたメディアプロジェクト21など2社に対して、同ソフトが「PIM-face」を悪質に模倣しているとして、著作権侵害及び不正競争防止法違反で販売差し止め、ならびに650万円の損害賠償を求める訴訟を東京地裁に起こした[1]。尚、判決はメディアプロジェクト21側の勝訴となった[2]。
- 2002年10月15日 - 東京オフィスを東京都渋谷区広尾1-2-1 HIKARI BLD4Fに移転。
- 2004年4月 - 事務所を解散（解散理由については発表されておらず不明）。

## 概要
大阪府を拠点にレースクイーンやグラビアアイドルのマネジメントを行っていた。所属タレントは、近畿地方在住者だけに限らず、中部地方、関東地方、東北地方在住のタレントも所属していた。2004年4月に突如解散したが、所属タレントのほとんどが株式会社ワンエイトプロモーションに引き継がれることとなった。尚、両社は全くの別会社であるため、メディアプロジェクト21がワンエイトプロモーションの前身企業であるといった表現は誤りである。

## かつて所属していたタレント
| - 青山りか - 赤松寛子 - 浅木美帆 - 今井香 - インリン・オブ・ジョイトイ - 上島はるか - 上原ゆい - 榎木らん - 大石里紗（別名：大石里沙） - 河西宏美 - 柏倉陽子 - 春賀智文 - 加藤香苗 - かとうはなえ（別名：花めぐみ） - 河上智子 - 神田有希子 - 神戸菜穂子 - 北野茜 - 小池りえ - 小出えり - 河野なつみ - 小早川由美 - 佐藤友美 - 里中あや | - 椎名ゆか - 芝崎友嘉 - 杉本まみ - 高沢あおい - 高瀬洋子 - 高橋はづき - 立花あかり - 田中いちえ - 谷口裕美 - 谷原弘恵 - 辻幸恵 - 都築あこ - 友永亜希 - 永井佐知 - 中村真由美 - 橋本さちえ - 葉月まり - 服部美貴 - 播磨裕美 - 氷川史佳 - 平井翠 - 福光千穂 - 北條敬子 - 前原千晶 | - 牧野泉 - 松原真尋 - 美咲実里 - 水嶋美有 - 丸山靖子 - 三浦もも - 水谷さくら - 宮沢菜実 - 宮野由梨 - 宮本耀子 - 宗政美貴 - 森戸みほ - 安井まな美 - 安田樹里 - 藪下奈央 - 山内美加 - 山崎友美 - 山本リエ - 吉岡美穂 - 吉川舞 - 吉田悦子 - 吉田結香 - 龍道世奈 - レネ |